# 帕纳古迪
帕纳古迪（Panagudi），是印度泰米尔纳德邦Tirunelveli县的一个城镇。总人口25444（2001年）。

## 人口
该地2001年总人口25444人，其中男性12390人，女性13054人；0—6岁人口3147人，其中男1637人，女1510人；识字率70.91%，其中男性为75.75%，女性为66.32%。